# Хосе Лардует
Хосе Лардует Гомес (ісп. José Larduet Gómez; 23 лютого 1990, Сантьяго-де-Куба) — кубинський боксер, призер чемпіонату світу серед аматорів.

## Аматорська кар'єра
2008 року Хосе Лардует став чемпіоном на молодіжному чемпіонаті світу.
На чемпіонаті світу 2009 завоював бронзову медаль.
- В 1/32 фіналу переміг Даніяра Устембаєва (Казахстан) — 20-8
- В 1/16 фіналу переміг Роберта Бранта (США) — 17-8
- В 1/8 фіналу переміг Реваза Карелішвілі (Грузія) — 15-5
- У чвертьфіналі переміг Карлоса Гонгора (Еквадор) — 10-6
- У півфіналі програв Артуру Бетербієву (Росія) — 6-10

2010 року перейшов до важкої ваги. На чемпіонаті світу 2011 здобув три перемоги, а у чвертьфіналі програв Теймуру Мамедову (Азербайджан).
На Олімпійських іграх 2012 у першому бою пройшов Алі Мазахері (Іран), а в другому бою програв Клементе Руссо (Італія) — 10-12.
2018 року став чемпіоном на Іграх Центральної Америки і Карибського басейну.